# Kuiterichthys furcipilis
Kuiterichthys furcipilis es una especie de pez endémica de la familia Antennariidae. Vive en las aguas costeras del sur de Australia y Tasmania. Habita en los arrecifes y el fondo del océano a profundidades de 10 a 240 metros (33 a 787 pies). Crece a una longitud de 15 centímetros (5,9 in) TL. 
Esta especie marina fue descrita científicamente en 1817 por Georges Cuvier.